# Carlo Giovanardi

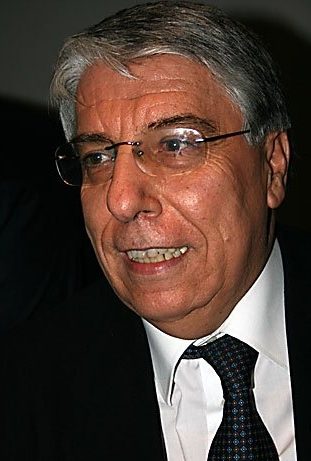
Carlo Giovanardi

Carlo Giovanardi (Modena, 15 januari 1950) is een Italiaans politicus. Hij was tussen 2001 en 2006 minister voor parlementsrelaties in de kabinetten II en III van premier Berlusconi. Hij is lid van de Unione dei Democratici Cristiani e Democratici di Centro (de UDC).

## Carrière
Opgeleid als jurist was hij werkzaam als leider van de Italiaanse politie, de carabinieri. Zijn politieke loopbaan begon toen hij in 1969 lid werd van de politieke partij Democrazia Cristiana. Hij is onder andere gemeenteraadslid van Modena geweest en had zitting in het parlement van de noordelijke regio Emilia-Romagna. Sinds 1992 werd Giovanardi steeds in het Italiaanse parlement, de Camera dei deputati, gekozen. Na de politieke crisis in het begin van de jaren negentig die onder meer leidde tot de verdwijning van de Democrazia Cristiana, sloot Giovanardi zich (in 1994) aan bij de Centrum Christendemocraten die inmiddels is opgegaan in de Unie van christen- en centrum-democraten (de UDC).

## Euthanasie
Giovanardi kwam in maart 2006 in het nieuws toen hij zich voor de Italiaanse omroep "Radio Anch'io" kritisch uitliet over hoe euthanasie in Nederland is geregeld: "De naziwetgeving en de ideeën van Hitler komen terug in Europa via de Nederlandse euthanasiewetgeving en het debat over hoe zieke kinderen kunnen worden gedood," verklaarde de minister.
 
Nadat de voorman van de links-liberale Italiani Radicali Daniele Capezzone naar aanleiding van deze uitspraak het aftreden van de minister had geëist, verklaarde Giovanardi op vragen van het dagblad Repubblica op 19 maart 2006: “Nu de Italianen de monsterlijkheid beginnen te kennen van de ontwikkeling van de Nederlandse wetgeving over het uit de weg ruimen van volwassenen en kinderen die ’levens hebben, onwaardig om geleefd te worden’, zou ik willen weten waarvoor de Italiaanse regering volgens de (oppositionele) Olijfboomcoalitie excuses zou moeten aanbieden aan de Nederlandse regering”.
De Nederlandse regering reageerde ontstemd op Giovanardi's uitlatingen en minister van Buitenlandse Zaken Bot ontbood daarom de Italiaanse ambassadeur in Nederland Mario Pensa om de uitspraken toe te lichten. Naar verluidt zou Pensa hebben verklaard dat de uitspraken van Giovanardi diens persoonlijke mening weergaven en niet als een uitspraak van de Italiaanse regering dienden te worden beschouwd. Giovanardi verklaarde zelf geen reden voor excuses te zien. Premier Balkenende sprak - zoals hij van tevoren had aangekondigd - premier Berlusconi tijdens een bijeenkomst van de Europese Raad in Brussel op de uitlatingen van zijn minister aan. Deze bood geen excuses aan voor de gewraakte uitlatingen maar benadrukte nogmaals dat deze opmerkingen geheel voor rekening kwamen van Giovanardi zelf en geen standpunt van de Italiaanse regering vormden. Voorts deelde hij mee dat hij Giovanardi's opmerkingen 'ongepast' vond. Premier Balkenende nam met deze verklaring van Berlusconi genoegen en beschouwde de kwestie daarmee als afgedaan.
Europarlementariër Sophie in 't Veld van D66 had later via een verbinding met de Italiaanse televisie een rechtstreeks in het Italiaans gehouden interview met Giovanardi over de euthanasiekwestie maar wist hem -zoals zij had verwacht- niet op andere gedachten te brengen. Het was haar hierbij vooral om te doen om hem zijn excuses te laten maken voor zijn vergelijking met nazi-Duitsland wat hij echter niet deed.
Integendeel, Giovanardi wees op het Groningen-protocol, waarin wordt bepaald aan welke regels kinderartsen zich moeten houden wanneer ze het leven van ernstig gehandicapte pasgeborenen willen beëindigen. Giovanardi: „Vorig jaar zijn er in Nederland duizend kleine kinderen overleden. Zeshonderd daarvan zijn gedood door middel van euthanasie. Volgens de artsen waren die kinderen het niet waard te leven. Ik vind dat zo verkeerd, dat ik het mijn plicht vind om daar iets van te zeggen.” Het Universitair Medisch Centrum Groningen, waar dit protocol is opgesteld, meldt dat het om exceptionele gevallen gaat, zo'n zeshonderd wereldwijd. Hierbij gaat het, aldus het UMCG, om pasgeborenen die zo zwaar lijden dat ze bijvoorbeeld voortdurend onder narcose gehouden moeten worden, en waarbij medicatie of operaties geen mogelijkheid bieden dit lijden te verlichten.